# 国際水都会議
国際水都会議（こくさいすいとかいぎ、ICAP：International Conference of Aquapolises）は、世界の水都が情報を共有するべく結成された団体であり、またその会議。
大阪市により提案され、事務局は大阪市建設局に置かれている。

## 理事都市
理事都市会議が会議開催や運営に関して審議を行う。
- ベオグラード
- バーミンガム
- シカゴ
- ハンブルク
- メルボルン
- モントリオール
- 大阪
- ピレウス
- 仙台
- 上海
- ヴェネツィア
- ウィーン

## 会議開催概要

### 第1回－大阪1990年
- テーマ：「21世紀の水都創造」
- 会期：1990年7月25日（水） - 27日（金）
- 会場：大阪国際交流センター
- 開催内容：首長会議、専門家会議、総括会議
- 成果：「大阪宣言」

参加都市
大阪、京都、神戸、仙台、広島、松江、盛岡
ソウル、上海、シンガポール 、バンコク、ボンベイ、クアラルンプール、マニラ、メルボルン
シカゴ、ニューオーリンズ、サンアントニオ、サンフランシスコ、トロント、モントリオール、サンパウロ
ベオグラード、バーミンガム、ブダペスト、カイロ、ハンブルク、レニングラード、マドリード、ミラノ、パリ、ベニス、ウィーン

### 第2回－上海1993年
- テーマ：「21世紀に向けた水都の創造」
- 会期：1993年11月17日 - 19日
- 会場：花園飯店、新錦江大酒店、和平飯店
- 成果：「上海宣言」

参加都市（アルファベット順）
バンコク、北京、ベオグラード、カサブランカ、ダルエスサラーム、グダニスク、広州、ハンブルク、ホーチミン、クアラルンプール、ジャカルタ、ラゴス、マドリッド、マニラ、松江、メルボルン、モントリオール、大阪、ピレウス、釜山、ロッテルダム、仙台、上海、ソウル、シンガポール、天津、ヴェニス、ウィーン
イギリス海洋保全諮問委員会